# ريتشل جونز
ريتشل جونز (بالإنجليزية: Rachel Jones)‏ هي دراجة أسترالية، ولدت في 18 أكتوبر 1995.